# Mini Mundus Bodensee
Mini Mundus Bodensee (af latin mundus, verden) var en miniaturepark, der åbnede 8. maj 2005 i bydelen Liebenau i Meckenbeuren, Tyskland. Parken omfattede knap 90 bygningsværker fra hele verden i størrelsesforholdet 1:25. Driften blev indstillet forud for sæsonåbningen 2013.

## Miniaturepark
Ejeren af den 40.000 m² store park, som havde kostet ca. 14,5 mio. euro, var til sidst Bank für Tirol und Vorarlberg (BTV). Mini Mundus Bodensee var økonomisk uafhængig af miniatureparken Minimundus ved Klagenfurt.
Modellerne blev indrammet af en haveanlæg, en restaurant med terrasse og vandløb. Ved bygningen af modellerne benyttedes overvejende originale materialer. De fleste blev udført som transportable og blev taget ned i vinterpausen. Ved alle modeller var der informationsskilte med detaljer. Desuden var der i et vist omfang multimediesøjler, hvor en skærm bød på billeder, informationer og videofilm.
Den højeste model med 12,8 m forestillede hotellet Burj al Arab i Dubai. Den dyreste model var af Dresdens Zwinger, der var udført af elbsandsten som originalen, og som repræsenterede en værdi af ca. 600.000 euro.
Blandt parkens højdepunkter var desuden en 4D-biograf.

## Temaområder
Mini Mundus Bodensee havde følgende temaområder:
- Orient og ørken: Her var der et ørkenlandskab med modeller af blandt andet Keopspyramiden, Castel del Monte, Klippehelligdommen i Jerusalem og Grædemuren.
- Bodensee: Her fandtes bygningsværket fra området omkring Bodensee, heriblandt havnen fra Lindau, bygninger fra den gamle bydel i Ravensburg, Goldenen Dachl, Zeppelin NT, Kloster Einsiedeln og forskellige scener fra Bregenzer Festspiele.
- Flodløb: Dette temaområde viste en funktionsdygtig model af skibshæveværket Niederfinow og Tower Bridge med en spændvidde på 8 m. Desuden var der blandt andet en 40 m bred model af Niagaravandfaldene (størrelsesforhold 1:25).
- Østasien: Forskellig verdenskulturarv, for eksempel Angkor Wat, Borobodur-templet og Potalapaladset i Tibet.
- Verden rundt: I dette temaområde fandt man yderligere seværdigheder så som Vasilij-katedralen, Dresdens Zeinger, Brandenburger Tor, Wiens Riesenrad og Fiskerbastionen i Budapest.
- Ocean: Med Niagaravandfaldene befandt sig her et næsten 3.000 m² med mange skibsmodeller af for eksempel de forulykkede Titanic og Gorch Fock. Desuden var der modeller af Mont Saint-Michel fra Ellis Island og Frihedsgudinden.
- Labyrint: Her var der gengivet flere hæklabyrinter som for eksempel den berømte historiske labyrint ved Villa Pisani i Stra.
- Multimedie-rum: En 4D-film viste en film om den nederlandske kunstner M.C. Eschers "umulige verden". I filmen blev nogle af hans kunstværker gjort tilgængelige for tilskuerne.
- Moderne arkitektur/moderne liv: Her var der modeller af Centre Georges Pompidou, Hundertwasserkirche i Bärnbach og Solomon R. Guggenheim Museum i New York